# Waverly (Ohio)
Waverly – miasto w Stanach Zjednoczonych, w stanie Ohio.
Liczba mieszkańców w 2000 roku wynosiła 4 433.